# Чижівка (Чернігівський район)
Чижі́вка — село в Україні, у Добрянській селищній громаді Чернігівського району Чернігівської області. Населення становить 67 осіб. До 2019 орган місцевого самоврядування — Горностаївська сільська рада.

## Історія
12 червня 2020 року, відповідно до розпорядження Кабінету Міністрів України № 730-р «Про визначення адміністративних центрів та затвердження територій територіальних громад Чернігівської області», увійшло до складу Добрянської селищної громади.
19 липня 2020 року, в результаті адміністративно - територіальної реформи та ліквідації Ріпкинського району, село увійшло до складу Чернігівського району Чернігівської області.

## Населення
Згідно з переписом УРСР 1989 року чисельність наявного населення села становила 98 осіб, з яких 39 чоловіків та 59 жінок.
За переписом населення України 2001 року в селі мешкало 67 осіб.

### Мова
Розподіл населення за рідною мовою за даними перепису 2001 року:
| Мова       | Відсоток |
| ---------- | -------- |
| українська | 85,07 %  |
| російська  | 14,93 %  |